# Meunasah Rayeuk (Kaway XVI)
Meunasah Rayeuk is een bestuurslaag in het regentschap Aceh Barat van de provincie Atjeh, Indonesië. Meunasah Rayeuk telt 853 inwoners (volkstelling 2010).